# Coghlan (Buenos Aires)
Pour les articles homonymes, voir Coghlan.
Coghlan est un des quarante-huit quartiers de Buenos Aires.